# 皇侃
皇侃（?—?），一作皇儡。南朝梁吳郡（治今江蘇蘇州）人。孫吳青州刺史皇象九世孫。
皇侃少好学，師從会稽賀瑒，精儒学，尤精於《三禮》、《孝經》、《论语》。曾任国子助教，聽者數百人、员外散骑侍郎。
皇侃采集江熙所集的蔡谟、袁弘、孙绰、范宁等十三家学说，撰成《論語義疏》十卷。敦煌本《论语皇侃疏》为唐抄本，是现存最早的论语疏。另撰有《礼记义疏》、《礼记讲疏》、《孝经义疏》等，均佚。

## 延伸阅读
[在维基数据编辑]
 《梁書·卷48》，出自姚思廉《梁書》